# Evansville
För staden i Wyoming, se Evansville, Wyoming.
Evansville är en stad (city) i den amerikanska delstaten Indiana med en yta av 105,6 km² och en befolkning, som uppgår till cirka 117 429 invånare (2010). Evansville är administrativ huvudort (county seat) i Vanderburgh County. 
Staden är belägen i den sydvästra delen av delstaten cirka 250 km sydväst om huvudstaden Indianapolis vid Ohiofloden, som är gränsflod mot Kentucky.